# الهجمات الصاروخية الفلسطينية على إسرائيل (أبريل 2023)
بعد اشتباكات في المسجد الأقصى في القدس، أطلق مسلحون فلسطينيون العديد من الصواريخ على إسرائيل من قطاع غزة، وجنوب لبنان، وسوريا. أدى ذلك إلى قصف جيش الاحتلال الإسرائيلي لهذه المناطق.

## الخلفية
منذ عام 2001، قامت المجموعات الفلسطينية بإطلاق الصواريخ وقذائف الهاون بشكل متكرر على إسرائيل، مستهدفة في الغالب المدنيين ومثيرة ضربات انتقامية. تم إطلاق معظم الصواريخ من قطاع غزة، الذي تسيطر عليه حماس. خلال حرب لبنان 2006، أطلق حزب الله كمية كبيرة من الصواريخ من لبنان إلى إسرائيل. منذ نهاية الحرب، أصبحت الهجمات من لبنان أقل شيوعًا من الهجمات من غزة.

### العنف في الأقصى
كانت هناك توترات متزايدة في جبل الهيكل/الأقصى بين المسلمين واليهود خلال أبريل 2023 حيث كان هناك تداخل بين شهر رمضان المبارك ومهرجان الفصح. أدى ذلك إلى قيام المصلين في المسجد الأقصى بتحصين أنفسهم بالداخل في 5 أبريل. اقتحمت الشرطة الإسرائيلية المسجد لإخراج "الشباب المخالفين للقانون والمحرضين المقنعين". رد المصلون المسلحون برشق الحجارة والألعاب النارية. أطلقت الشرطة الإسرائيلية قنابل الصوت والغاز المسيل للدموع. أصيب 50 شخصًا واعتقل 350.
تمت إدانة الهجمات في جميع أنحاء العالم العربي. انتقدت حماس المداهمة ودعت فلسطينيي الضفة الغربية للدفاع عن الأقصى.

## الهجمات

### من غزة
في يوم العنف في الأقصى، قال جيش الدفاع الإسرائيلي إن 12 صاروخًا تم إطلاقها نحو إسرائيل من قطاع غزة الذي تسيطر عليه حماس.[بحاجة لمصدر]
في وقت سابق من اليوم، تم إطلاق 10 صواريخ. سقطت 5 في حقول مفتوحة. سقط واحد على مصنع في سديروت، دون وقوع إصابات.[بحاجة لمصدر]
تم الإبلاغ عن إطلاق صاروخين آخرين في وقت لاحق من ذلك اليوم.

### من لبنان
في 6 أبريل 2023، ادعت إسرائيل أن أكثر من 34 صاروخًا تم إطلاقها من لبنان، مع اعتراض 25 وسقوط 4 على الأقل في إسرائيل. كان هذا أكبر تصعيد للعنف على الحدود الإسرائيلية اللبنانية منذ عام 2006.
ألقى المتحدث العسكري الإسرائيلي أفيخاي أدرعي باللوم على حماس في الحادث. كما قال إنه يجري التحقيق في احتمال تورط إيراني في الهجمات.
جاءت الهجمات بينما التقى قادة حماس وحزب الله في بيروت. قال المقدم ريتشارد هيخت، المتحدث باسم الجيش الإسرائيلي، إن حزب الله ولبنان يتحملان أيضًا بعض المسؤولية.

### من سوريا
قال الجيش الإسرائيلي إن رشقتين من إطلاق الصواريخ بين 9-10 أبريل نحو هضبة الجولان المحتلة. تم إطلاق 3 صواريخ في الأولى، وسقط واحد في جنوب الجولان. في الثانية، تم إطلاق صاروخين، وتم اعتراض واحد بواسطة القبة الحديدية.[بحاجة لمصدر]
تم الإبلاغ أن لواء القدس، وهي ميليشيا فلسطينية موالية لنظام الأسد (لا ينبغي الخلط بينها وبين سرايا القدس) أعلنت مسؤوليتها عن الهجمات. قال جيش الدفاع الإسرائيلي إن سوريا مسؤولة عن مثل هذه الهجمات.

## رد الفعل الإسرائيلي
ردًا على الهجمات، نفذت إسرائيل ضربات نحو مصدر الصواريخ. أصابت هذه الضربات أهدافًا مدنية وعسكرية.

### غزة
قال متحدث باسم جيش الدفاع الإسرائيلي إنهم استهدفوا 10 مواقع في غزة، بما في ذلك مواقع إنتاج، ومواقع بحث وتطوير، وبنية تحتية للأنفاق. قال جيش الدفاع الإسرائيلي إنه نفذ ضربات في بيت حانون و خان يونس.
قالت وزارة الصحة في غزة إن مستشفى للأطفال تضرر، مما تسبب في ضيق بين المرضى الصغار.

### لبنان
وقعت ضربات في لبنان جنوب صور. في وقت مبكر من يوم 7 أبريل، تم الإبلاغ عن انفجارات حول مخيم الرشيدية للاجئين، على بعد 5 كم من صور. كما تم الإبلاغ عن تعرض قرية القليلة للضربات، وأظهرت الصور تدمير جسر صغير.

### سوريا
قالت إسرائيل إن طائرة بدون طيار ضربت قاذفات الصواريخ في سوريا. كما ضربت الطائرات الحربية الإسرائيلية أهدافًا تابعة للقوات المسلحة السورية. قال الجيش السوري إنه اعترض بعض الصواريخ، لكن حدثت أضرار.